# Omar Davies

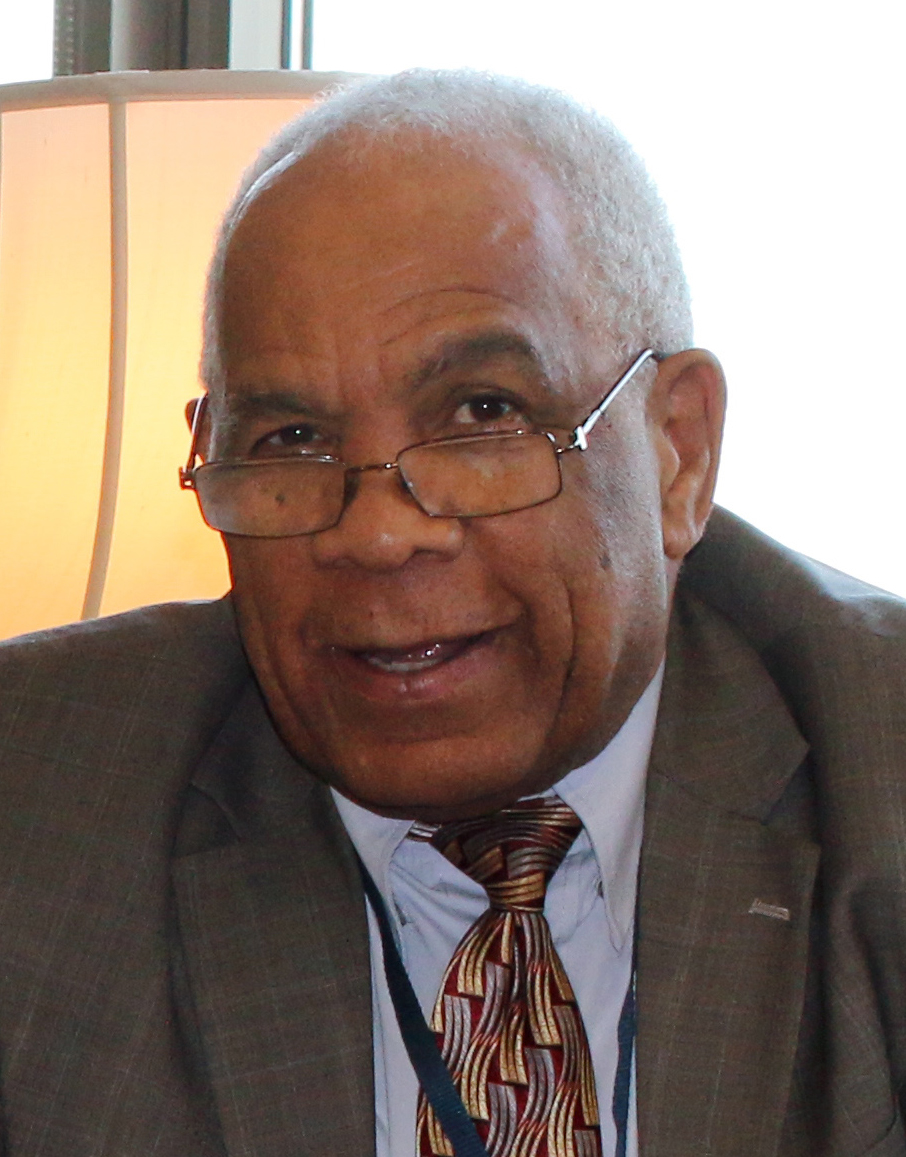
Omar Davies, ministro de Finanzas y Planificación de Jamaica.

Omar Davies, ministro de Finanzas y Planificación de Jamaica. Nació en Fourth Paths, Clarendon el 28 de mayo de 1947. 

## Datos biográficos
Fue profesor Asistente del Instituto Ivy League, Universidad de Stanford en California, Estados Unidos de 1973 a 1976.
De 1981 a 1989 se desempeñó como Conferencista Principal en la Universidad de las Indias Occidentales.
Ocupó el cargo de director general del Instituto de Planificación de Jamaica entre los años 1989 a 1993. En 1993, es electo ministro sin cartera adscrito a la oficina del primer ministro con el objeto de planificar la implementación de proyectos de desarrollo.
Desde diciembre de 1993, se desarrolla como ministro de Finanzas y Planificación.
Es doctor en economía, Universidad de la Indias Occidentales y miembro del Parlamento para la Parroquia South St. Andrew.
- Datos: Q2023064